# Culex misionensis
Culex misionensis är en tvåvingeart som beskrevs av Duret 1953. Culex misionensis ingår i släktet Culex och familjen stickmyggor. Inga underarter finns listade i Catalogue of Life.